# 천안부대초등학교
천안부대초등학교는 대한민국 충청남도 천안시 서북구에 있는 공립 초등학교이다.

## 학교 연혁
- 1947년 10월 1일: 환성국민학교 부대분교장 개교
- 1950년 5월 30일: 제1회 50명 졸업
- 1963년 3월 1일: 천안부대국민학교로  개칭
- 1996년 3월 1일: 천안부대초등학교로 개칭
- 2012년 2월 9일: 제63회 28명 졸업
- 2012년 3월 1일: 9학급(특수 1학급) 편성
- 2017년 2월 10일: 제68회 24명 졸업
- 2017년 3월 1일: 7학급(특수 1학급) 편성

## 참고 자료
- 천안부대초등학교 - 한국교육학술정보원 학교알리미